# Menahem Max Schiffer
Menahem Max Schiffer (né le 24 septembre 1911 à Berlin et mort le 11 novembre 1997) est un mathématicien germano-américain spécialisé en analyse complexe, équations aux dérivées partielles et en physique mathématique.

## Carrière
Menahem Max Schiffer fait d'abord des études de physique, à partir de 1930 à l'université de Bonn puis à l'université Humboldt de Berlin, entre autres avec Max von Laue, Erwin Schrödinger, Walther Nernst, Erhard Schmidt, Issai Schur et Ludwig Bieberbach. À Berlin, il travaille notamment avec Issai Schur. En 1934, son premier article mathématique est publié. Après l'arrivée au pouvoir des nationaux-socialistes qui, parmi tant d'autres, ont chassé Issai Schur Schur de son poste, Schiffer, qui est juif, émigre en Palestine mandataire. Schiffer y obtient son diplôme à l'université hébraïque de Jérusalem sur la base de sa publication de 1934, et il obtient son doctorat en 1939 avec Michael Fekete (Conformal Representation and Univalent Functions). Dans sa thèse, il introduit la méthode variationnelle de Schiffer pour le traitement de problèmes géométriques en analyse complexe.
En 1946, Schiffer part aux États-Unis où il est nommé research lecturer à l'université Harvard. Il passe l'année universitaire 1949-50 comme professeur invité à l'université de Princeton avant de retourner à l'université hébraïque où il est nommé professeur de mathématiques. Après une année en Israël, Schiffer est de retour aux États-Unis en 1951, où il travaille à l'université Stanford à Palo Alto, en Californie.
À partir de 1952, Schiffer est professeur à l'université Stanford, où d'autres analystes bien connus d'Europe enseignent également en même temps (George Pólya, Charles Loewner, Stefan Bergman, Gábor Szegő). Il est directeur du département de mathématiques de 1954 à 1959, professeur Robert Grimmett en 1967, jusqu'à sa retraite en 1977.
Menahem Max Schiffer a travaillé, avec Paul Garabedian,sur la conjecture de Bieberbach (dont ils ont prouvé le cas n=4 en 1955). En plus de l'analyse complexe, Schiffer a également travaillé en physique mathématique et il a écrit un manuel de théorie générale de la relativité.
Schiffer est conférencier invité au Congrès international des mathématiciens à Cambridge en 1950,, et en 1958 à Édimbourg avec une conférence plénière (Extreme Problems and Variational Methods in Conformal Mapping). En 1963, il est élu à l' Académie américaine des arts et des sciences et en 1970 à la National Academy of Sciences . Schiffer était connu pour ses cours soigneusement préparées :  en 1976, il a reçu le teaching Award de l'université Stanford.
Schiffer est un des membres fondateurs du Conseil culturel mondial

## Publications
- Menahem Schiffer, « Ein neuer Beweis des Endlichkeitssatzes für Orthogonalinvarianten », Mathematische Zeitschrift, vol. 38,‎ 1934, p. 315-322.
- Leon Bowden et Menahem Schiffer, The role of mathematics in science, Washington, D. C., Mathematical Association of America, coll. « Anneli Lax new mathematical library » (no 30), 1984 (ISBN 0-88385-630-1).
- Stefan Bergman et Menahem Schiffer, Kernel functions and elliptic differential equations in mathematical physics, New York, Academic Press, coll. « Pure and applied mathematics » (no 4), 1953 (ISBN 0-486-44553-4)[8]. — Réimpression Dover books on mathematics. Dover Publications, Mineola, N. Y. 2005
- Menahem Schiffer et avec Donald Spencer, Functionals of finite Riemann surfaces, Princeton, Princeton University Press, coll. « Princeton mathematical series », 1954 (ISBN 978-0-691-07967-7)[9]
- with Ronald Adler, Maurice Bazin: Introduction to General Relativity, McGraw Hill 1965 xvi+ 4. — Réimpression 2015
- Ronald Adler, Maurice Bazin et Menahem Schiffer, Introduction to general relativity, New York, McGraw Hill, coll. « International series in pure and applied physics », 1965 (ISBN 0-07-000423-4). — Deuxième édition 1975